# Goran Pauk
Goran Pauk (Šibenik, 23. travnja 1962.), hrvatski političar, bivši nogometaš i branitelj. Član je Hrvatske demokratske zajednice i 5. šibensko-kninski župan, u službi od rujna 2006. do lipnja 2021. godine.

## Životopis

### Obrazovanje
Rođen u Šibeniku, 23. travnja 1962. godine, osnovnu školu završio je u rodnom gradu, a srednju školu i Ekonomski fakultet u Splitu.

### Politička karijera
Bio je zamjenikom gradonačelnice Šibenika Nedjeljke Klarić u razdoblju od 2004. do 2005. godine, a kasnije i predsjednikom šibenskoga Gradskog odbora Hrvatske demokratske zajednice te predsjednikom Hrvatskog nogometnog kluba Šibenik u razdoblju od 2004. do 2014. godine. Dana 25. rujna 2006. godine, zamijenio je Duju Stančića na mjestu šibensko-kninskog župana. Od 1990. godine, član je Hrvatske demokratske zajednice. Također je aktualni predsjednik Zajednice županija Republike Hrvatske.

### Domovinski rat
Tijekom rujna 1991. godine, u sklopu bitke za Šibenik, Pauk postaje jednim od junaka u obrani grada i okolice smaknuvši ratni zrakoplov JNA na području Zečeva, a koji je osobito važan trenutak u Domovinskom ratu za hrvatsko stanovništvo, koji je ovjekovječio Ivica Bilan.
Za junački čin u bitki za Šibenik tadašnji predsjednik Franjo Tuđman odlikovao ga je Redom Nikole Šubića Zrinskog.

### Nogometna karijera
Igrao je za HNK Šibenik, čiji je bio i kapetan. Godine 1987. nastupao je za splitski Hajduk, a u mlađim uzrastima nastupao je za pionire Šibenika i Hajduka. Od 2004. do 2014. godine obnašao je funkciju predsjednika Šibenika.
Statistika u Hajduku
| Natjecanje        | Nastupi | Zgoditci |
| ----------------- | ------- | -------- |
| Prvenstvo         | 11      | 0        |
| Kup               | 2       | 0        |
| Superkup          | 0       | 0        |
| Međunarodne       | 0       | 0        |
| Splitski podsavez | 0       | 0        |
| Ukupno            | 13      | 0        |
| Prijateljske      | 17      | 0        |
| Sveukupno         | 30      | 0        |

### Privatni život
U braku je s Katarinom Pauk te je otac troje djece. U slobodno vrijeme najčešće zaigra nogomet, kojim se nekada i profesionalno bavio. Između ostaloga, njegov hobi jest i odmor uz glazbu i multimedije.

## Lokalni izbori 2017.
Na lokalnim izborima 2017., Pauk je za dlaku osvojio treći uzastopni mandat na mjestu župana bez borbe u drugom krugu, no njegov se postotak tijekom izborne noći sa 64 % smanjio te se za novi mandat borio protiv SDP-ovog kandidata Franka Vidovića. U drugomu krugu osvojio je novi mandat župana pobijedivši svog protukandidata s, ukupno osvojenih, 67,28 % glasova.[nedostaje izvor]

## Vanjske poveznice
- Životopis župana Šibensko-kninske županije - Šibensko-kninska županija